# 原美頜龍屬
原美頜龍屬又名原細顎龍、始秀頜龍，是種小型獸腳亞目恐龍，生存於三疊紀（諾利階），約2億2100萬年前。原美頜龍是由埃伯哈德·弗拉士（Eberhard Fraas）在1913年所命名。他根據在德國符騰堡發現的保存狀況差化石，命名了模式種三疊原美頜龍（P. triassicus）。
原美頜龍的屬名從美頜龍衍生而來，美頜龍是種侏儸紀晚期恐龍，晚於原美頜龍約5000萬年；kompsos在希臘文意為「美麗的」、「優美的」、「精緻的」，gnathos意為「頜部」，而pro意為「之前」或「的祖先」；但之後的研究並不支持原美頜龍與美頜龍之間有直接關係。

## 古生物學

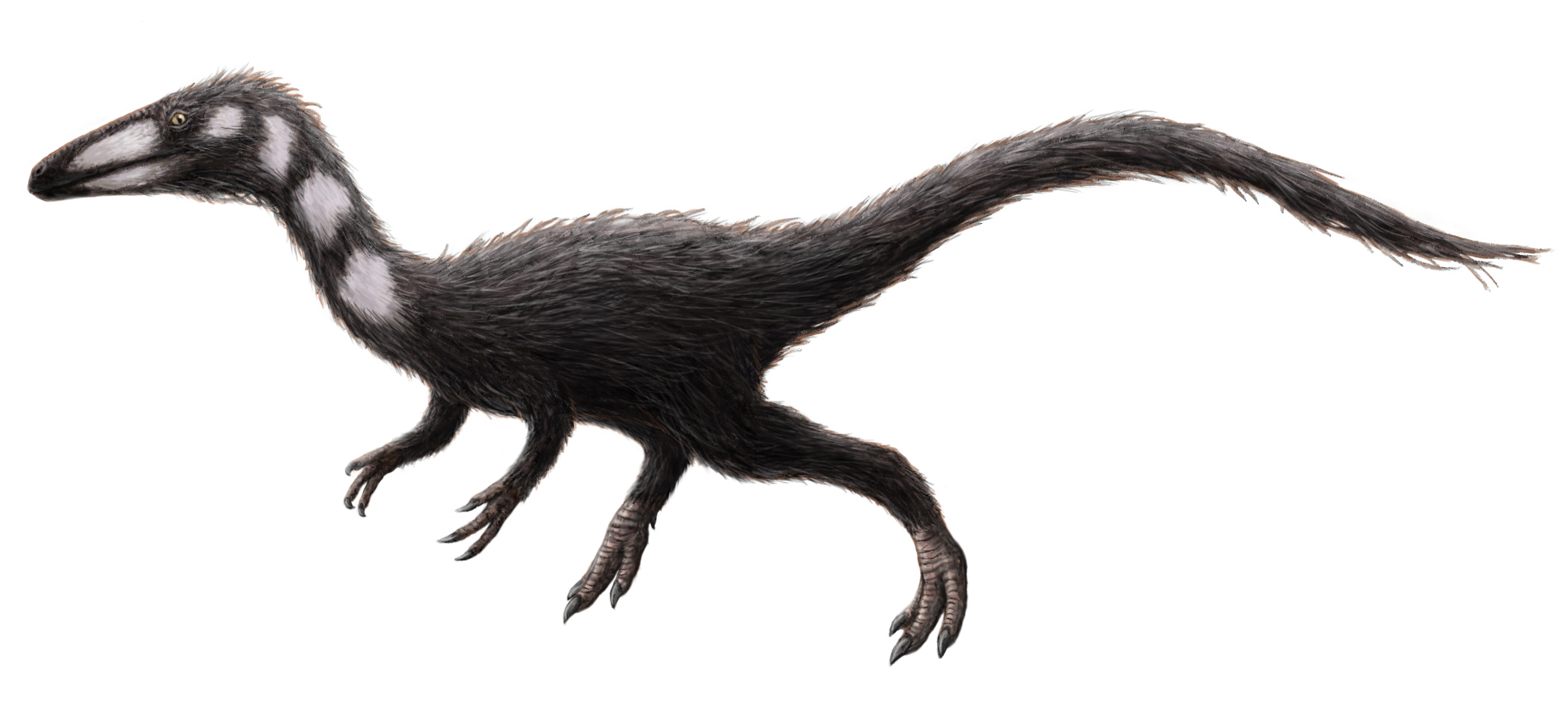
原美頜龍的復原圖

原美頜龍的身長估計約1公尺。原美頜龍是二足恐龍，擁有短前肢、長後肢、大型指爪、長口鼻部、小型牙齒、以及堅挺的尾巴。牠們生存於相當乾燥的內陸環境，可能以昆蟲、蜥蜴、或其他小型獵物為食。

## 分類
原美頜龍無疑地是種小型、二足肉食性恐龍，但唯一的化石保存狀態極差，使得原美頜龍很難正確地分類。原美頜龍過去曾被認為是種獸腳亞目恐龍；但有些科學家認為原美頜龍是種原始的鳥頸類主龍。在1992年，保羅·塞里諾等人提出原美頜龍的正模標本是個嵌合體，頭骨來自於喙頭鱷亞目的跳鱷，身體來自於角鼻龍下目的斯基龍。
然而在2000年，奧利佛·勞赫（Oliver Rauhut）等人注意到原美頜龍的脊椎顯示牠們可能屬於腔骨龍科或角鼻龍下目；而M.T. Carrano在2005年重新研究牠們的近親斯基龍時，發現原美頜龍與斯基龍都屬於恐龍總目腔骨龍科。

## 大眾文化
在麥可·克萊頓（Michael Crichton）的小說《侏儸紀公園》與《侏羅紀公園2：失落的世界》裡，原美頜龍是經過基因工程而重新產生的已滅絕恐龍之一。克萊頓將原美頜龍描述成有毒動物，然而這是小說所創造的特徵，並沒有化石證據可證明。克萊頓還將牠們描述成食腐動物與食糞動物，有助於清理公園中的蜥腳下目排泄物。在電影《侏儸紀公園：失落的世界》（The Lost World: Jurassic Park）中，原美颌龙被同物异名到远亲美颌龙属当中，并保留了自己的种名。电影将原美颌龙塑造成群体活动的杀手，可以捕杀比自己大很多的猎物，包括人类。在电影《侏罗纪公园III》中，原美颌龙也有过短暂的镜头。

在艾瑞克·加西亞（Eric Garcia）的《Rex》三部曲小說中，原美頜龍是16個存活到今日的恐龍之一。如同該小說中其他恐龍，牠們將自己偽裝成人類。
在1998年的電腦遊戲古墓奇兵三代中，蘿拉·卡芙特（Lara Croft）在南太平洋關卡遇上許多原美頜龍。

## 外部連結
- DinoData網站 (需要註冊)（页面存档备份，存于）
- 恐龙.NET——中国古生物门户网站。